# 十日町駅
十日町駅（とおかまちえき）は、新潟県十日町市にある、東日本旅客鉄道（JR東日本）・北越急行の駅である。

## 概要
十日町市の中心駅であり、JR東日本の飯山線と、北越急行のほくほく線が乗り入れ、接続駅となっている。
飯山線においては新潟県側の運転上の要衝で、当駅で運転系統が南北に分かれる場合が多い。越後川口方面は上越線との接続が重視され、森宮野原方面は、ほくほく線の乗換えおよび戸狩野沢温泉での接続を意識したダイヤとなっている。
当駅はその沿線の中心駅である。ほくほく線は北陸新幹線長野駅 - 金沢駅間延伸開業まで上越新幹線から北陸方面へ抜ける短絡ルートであったため、越後湯沢駅と北陸方面を結ぶ特急「はくたか」の一部も停車していた。延伸開業後は、2023年（令和5年）まで運行されていた超快速列車「スノーラビット」が停車していた。

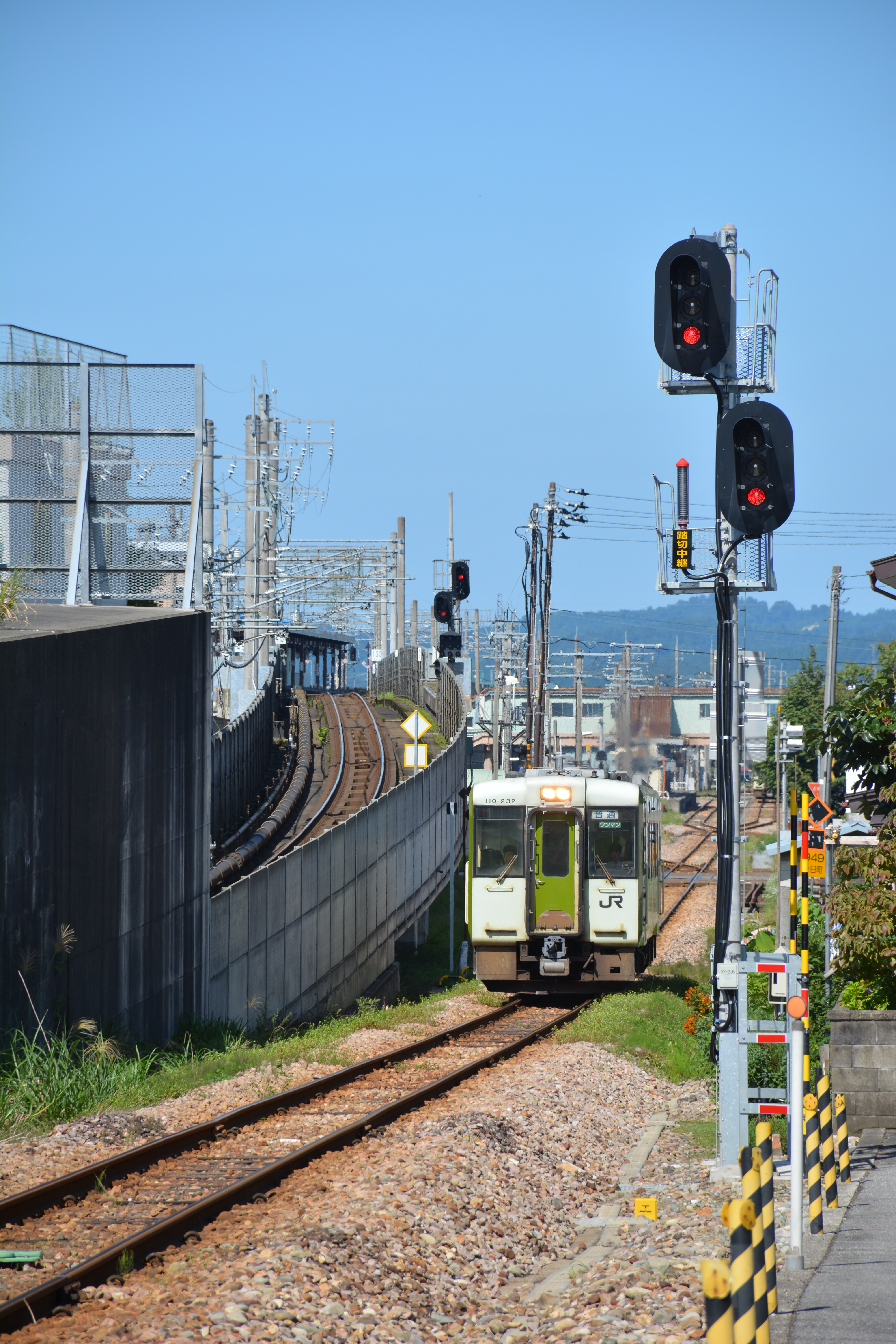
高架のほくほく線（左）と地上の飯山線（右）（2014年9月）

## 歴史
- 1927年（昭和2年）11月15日：国鉄十日町線の越後岩沢 - 十日町間開業と共に中魚沼郡十日町に開設される[1]。
- 1929年（昭和4年）9月1日：飯山鉄道の越後田沢 - 十日町間が開業し、2022年（令和4年）現在の飯山線の区間が全線開通。
- 1944年（昭和19年）6月1日：飯山鉄道を買収し、国有化。十日町線を編入し、飯山線に改称[2]。
- 1953年（昭和28年）12月：駅舎を改築[3]、工事中の仮事務室は係留中の貨車であった[4]。
- 1958年（昭和33年）1月：跨線橋が完成[5]。
- 1965年（昭和40年）12月：東口駅舎が完成[6]。
- 1982年（昭和57年）10月31日：貨物の取り扱いを廃止[7]。
- 1984年（昭和59年）2月1日：荷物の扱いを廃止[8]。
- 1987年（昭和62年）4月1日：国鉄分割民営化により、JR東日本の駅となる[8]。
- 1997年（平成9年）3月22日：北越急行ほくほく線の駅が開業し、乗換駅となる[9]。同時に西口駅舎の運用を開始。
- 2001年（平成13年）9月28日：駅レンタカーの営業を開始[10]。
- 2014年（平成26年）1月31日：JR側の駅舎をリニューアルする[11]。
- 2015年（平成27年）
  - 3月14日：ほくほく線を走っていた特急「はくたか」が廃止され、北越急行ほくほく線の1番線を11番線へ、2番線を12番線へ変更し、通過線を休止する。
  - 4月1日：ほくほく線の駅舎を増築する[12][13]。

## 駅構造
構内を両社で共用している。東口はJR東日本が、西口は北越急行がそれぞれ駅業務を行い、両者の駅業務を相互に委託している。西口にはエレベーターが設置されている。

### JR東日本
単式ホーム1面1線と島式ホーム1面2線、計2面3線のホームを有する地上駅であり、森宮野原から飯山線の終点駅である越後川口の間で唯一、列車交換が可能な駅である。JR線ホームとほくほく線ホームおよび西口改札とは跨線橋（階段のみ）で連絡している。
JR東日本新潟支社が管理する直営駅（駅長配置）である。長岡統括センター傘下で、管理駅として、飯山線の足滝駅 - 内ケ巻駅間を管理する。
駅構内には、みどりの窓口、自動券売機、屋内待合室が設置されている。かつてはキヨスクも出店していた。また、駅舎外には、化粧室と公衆電話が設けられている。

#### のりば
| 番線 | 路線    | 方向               | 行先                   |
| ---- | ------- | ------------------ | ---------------------- |
| 1    | ■飯山線 | 上り               | 戸狩野沢温泉・長野方面 |
| 2・3 | ■飯山線 | 上り               | 戸狩野沢温泉・長野方面 |
| 下り | ■飯山線 | 越後川口・長岡方面 |                        |

- 2番線は、当駅始発の列車が発着する。
- 「おいこっと」は1番線から発着する。

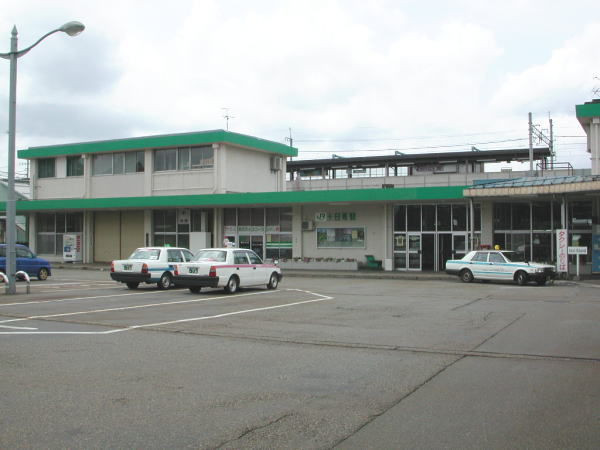
リニューアル前の東口駅舎（2004年7月）
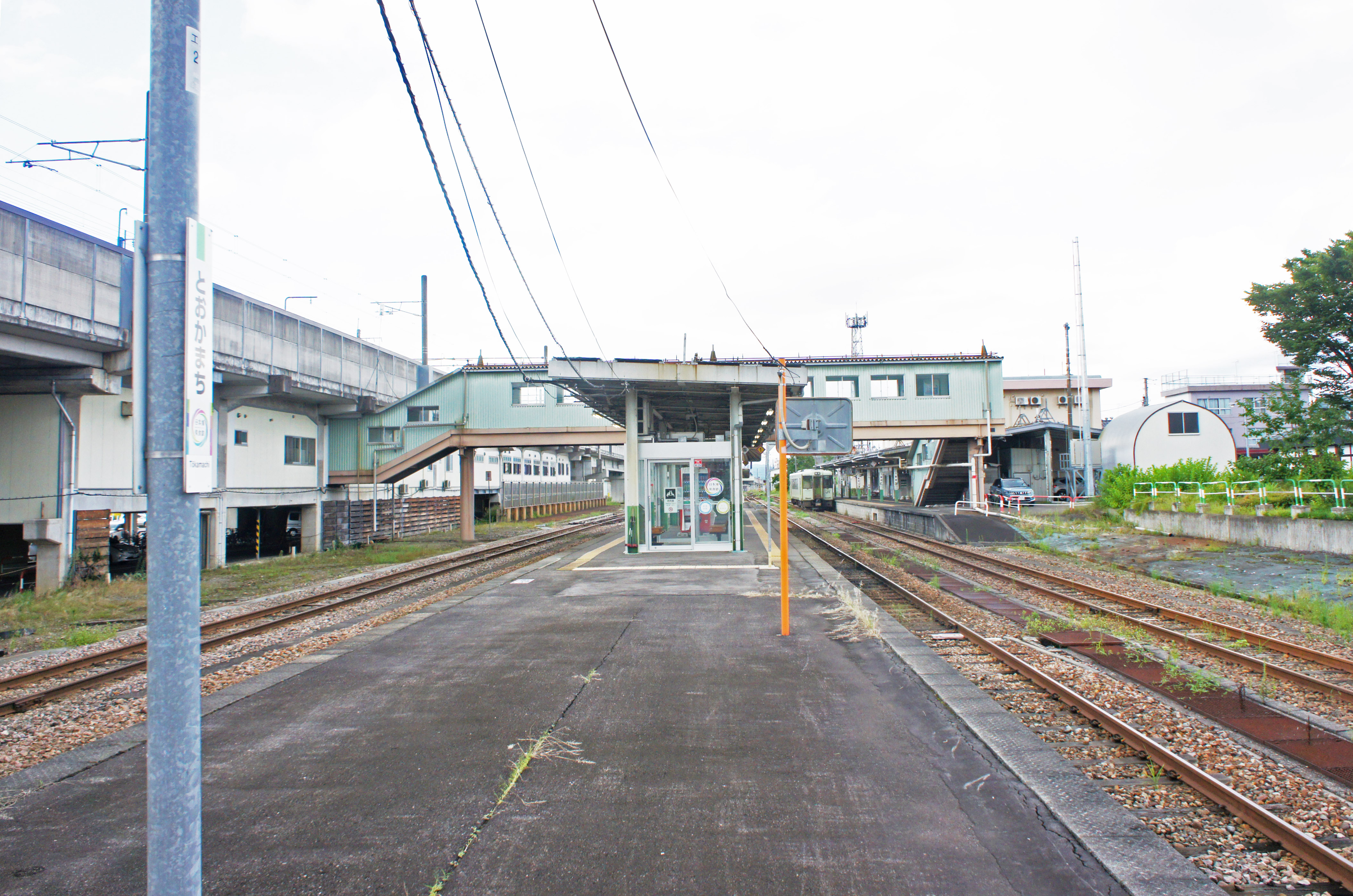
飯山線 2・3番線ホーム（2021年9月）
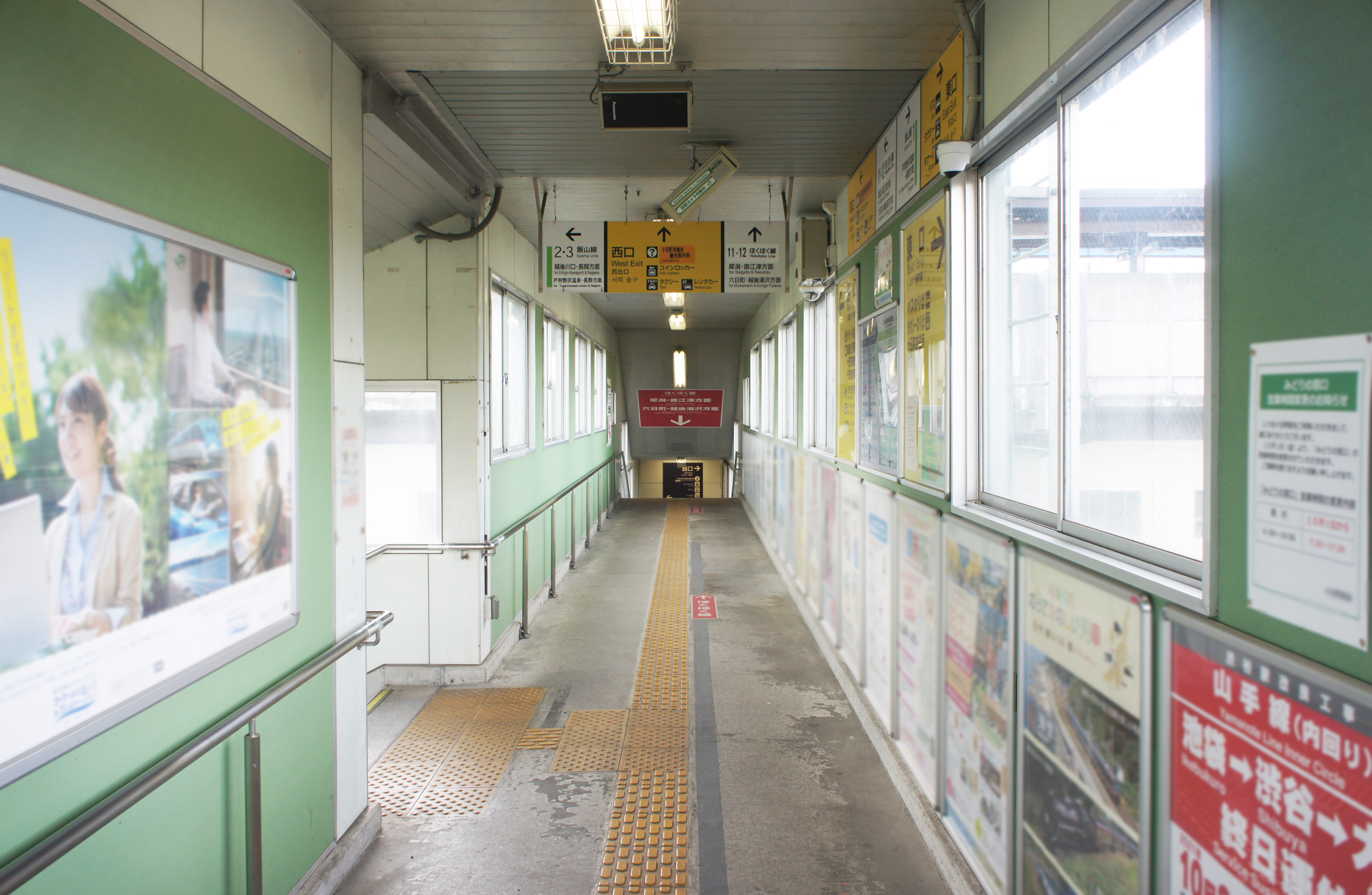
連絡通路（2021年9月）

### 北越急行
島式ホーム1面2線を有する高架駅で、北越急行の駅で唯一自社の社員が配置されている。ホームと改札階の間は階段のほかエレベーターでも結ばれている。かつては特急「はくたか」の一部が当駅を高速通過するために、ホームのない通過線1線を本線とする構造であったが、同列車の運行終了に伴い、通過線の使用を休止している。
駅舎2階にはきっぷ販売窓口（マルス端末設置）・自動券売機・待合室・立食いそば店・売店・化粧室などが設置されている。2015年（平成27年）に2階部分を中心に約1,000平方メートルを増床し、新たに十日町市の総合観光案内所が入居した。同案内所ではレンタサイクルの貸出しも行われている。北越急行の営業企画課も2階に置かれている。
西口2階コンコースの立食いそば店は、地元十日町を拠点とする日本そば店「小嶋屋」系列の「雪中庵」第1号店舗である。
このほか、駅改札外には東西自由地下通路が設けられている。通路にはショーウィンドーが設けられ、絵画などが飾られている。なお、当駅では補充券（出札補充券と特別補充券の二種類）が発売されている。

#### のりば
| 番線 | 路線        | 方向 | 行先                 |
| ---- | ----------- | ---- | -------------------- |
| 11   | ■ほくほく線 | 下り | 犀潟・直江津方面     |
| 12   | ■ほくほく線 | 上り | 六日町・越後湯沢方面 |

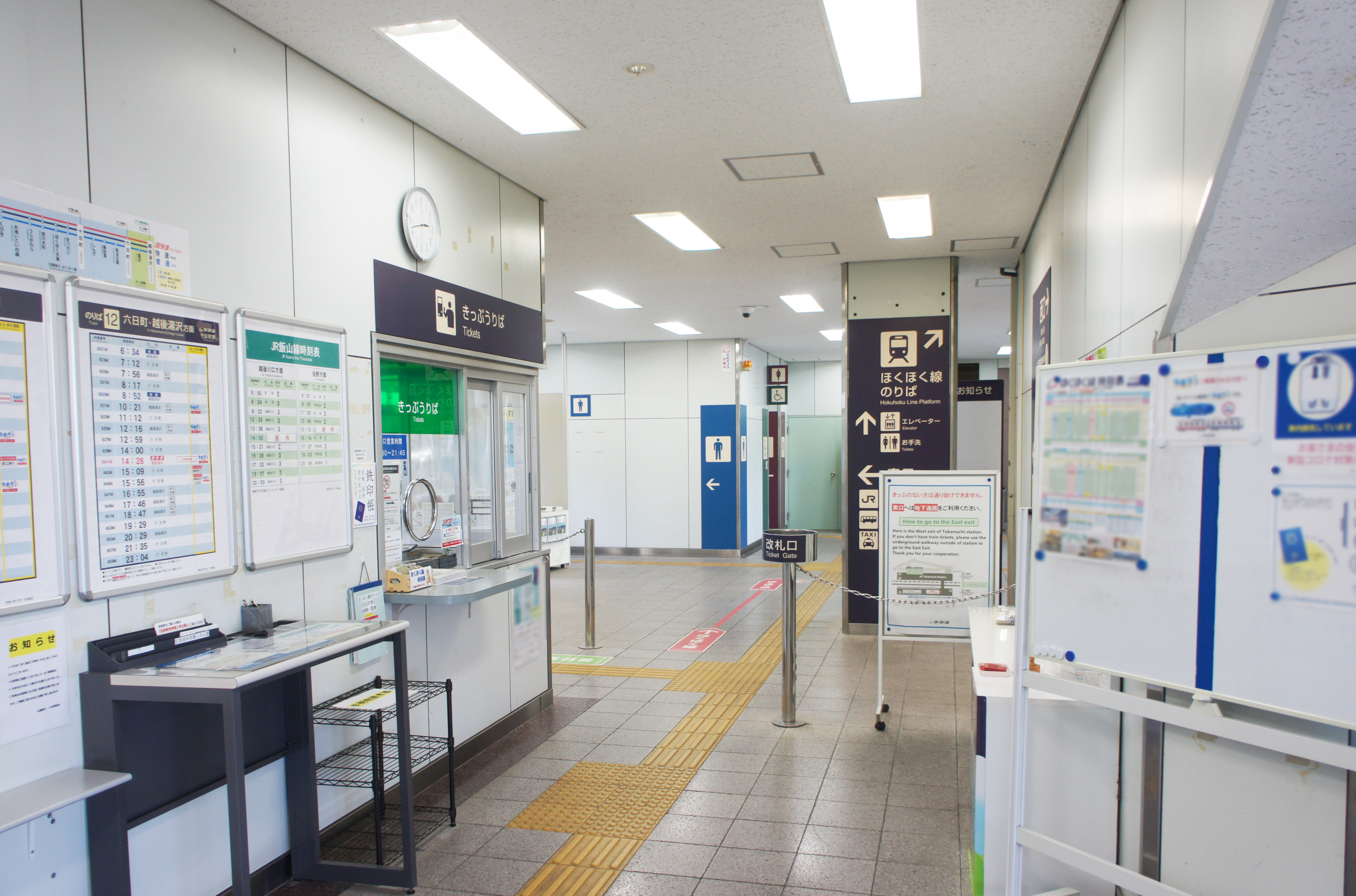
西口改札（2021年9月）
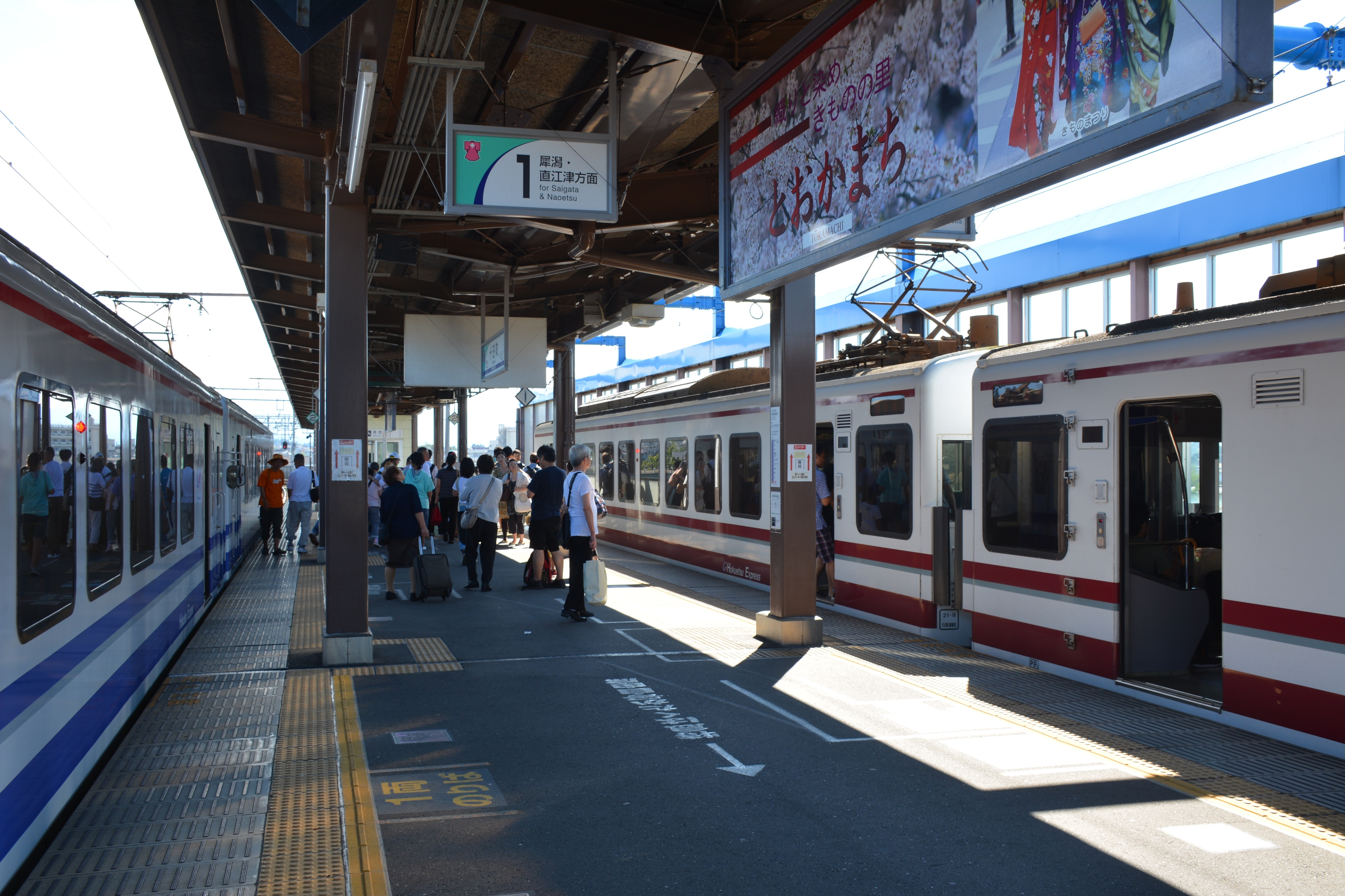
ほくほく線ホーム（2014年9月、番線表記変更前）
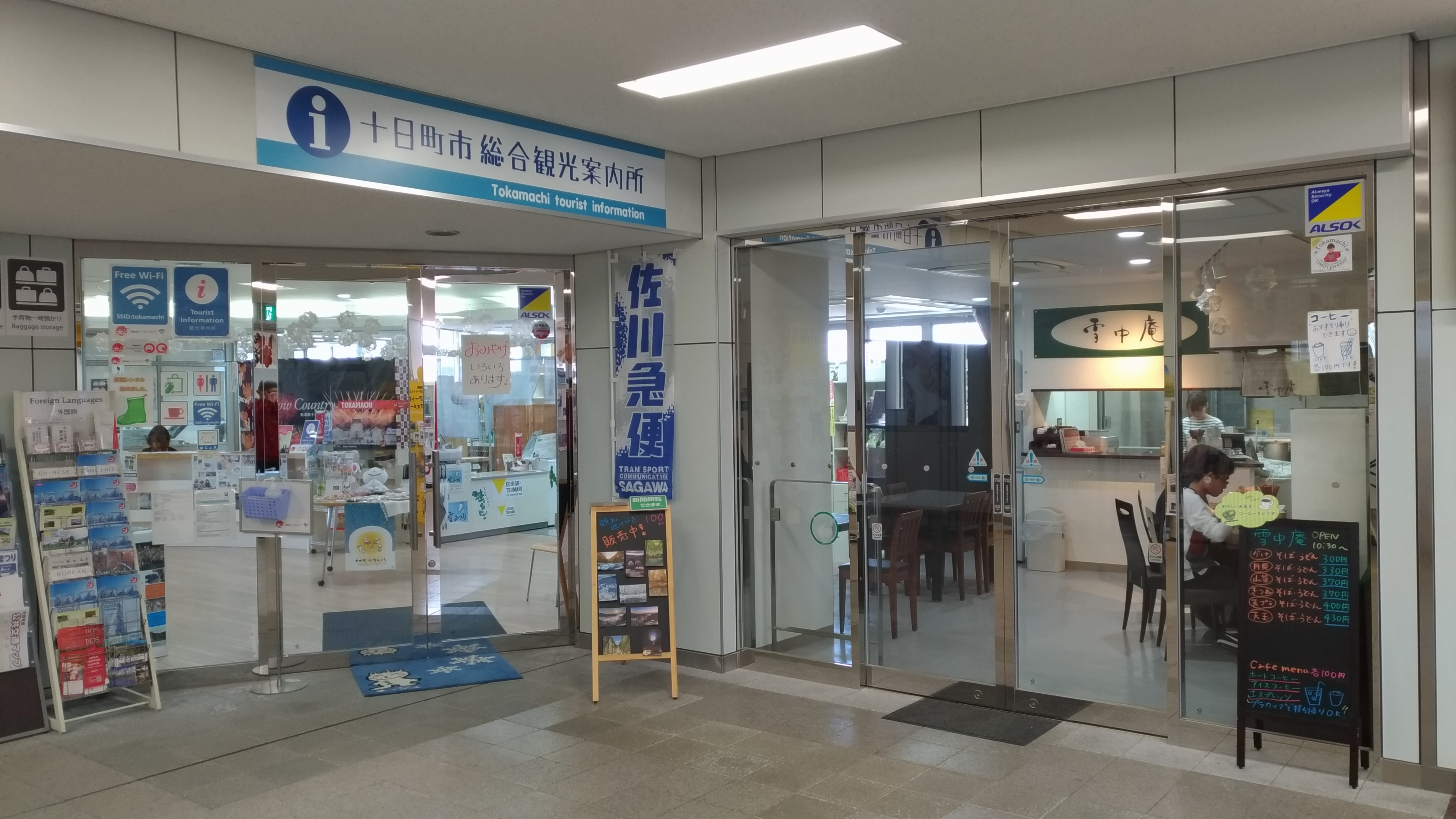
十日町市総合観光案内所・立ち食い飲食店（2018年4月）

## 利用状況

### JR東日本
JR東日本によると、2023年度（令和5年度）の1日平均乗車人員は386人である。
2000年度（平成12年度）以降の推移は以下のとおりである。
| 1日平均乗車人員推移 | 1日平均乗車人員推移 | 1日平均乗車人員推移 | 1日平均乗車人員推移 | 1日平均乗車人員推移 |
| 年度                | 定期外              | 定期                | 合計                | 出典                |
| ------------------- | ------------------- | ------------------- | ------------------- | ------------------- |
| 2000年（平成12年）  |                     |                     | 533                 | [ JR 2 ]            |
| 2001年（平成13年）  |                     |                     | 532                 | [ JR 3 ]            |
| 2002年（平成14年）  |                     |                     | 571                 | [ JR 4 ]            |
| 2003年（平成15年）  |                     |                     | 531                 | [ JR 5 ]            |
| 2004年（平成16年）  |                     |                     | 508                 | [ JR 6 ]            |
| 2005年（平成17年）  |                     |                     | 502                 | [ JR 7 ]            |
| 2006年（平成18年）  |                     |                     | 544                 | [ JR 8 ]            |
| 2007年（平成19年）  |                     |                     | 602                 | [ JR 9 ]            |
| 2008年（平成20年）  |                     |                     | 635                 | [ JR 10 ]           |
| 2009年（平成21年）  |                     |                     | 624                 | [ JR 11 ]           |
| 2010年（平成22年）  |                     |                     | 591                 | [ JR 12 ]           |
| 2011年（平成23年）  |                     |                     | 505                 | [ JR 13 ]           |
| 2012年（平成24年）  | 138                 | 397                 | 536                 | [ JR 14 ]           |
| 2013年（平成25年）  | 125                 | 421                 | 547                 | [ JR 15 ]           |
| 2014年（平成26年）  | 138                 | 358                 | 496                 | [ JR 16 ]           |
| 2015年（平成27年）  | 147                 | 383                 | 530                 | [ JR 17 ]           |
| 2016年（平成28年）  | 141                 | 365                 | 506                 | [ JR 18 ]           |
| 2017年（平成29年）  | 133                 | 372                 | 505                 | [ JR 19 ]           |
| 2018年（平成30年）  | 138                 | 356                 | 494                 | [ JR 20 ]           |
| 2019年（令和元年）  | 130                 | 351                 | 481                 | [ JR 21 ]           |
| 2020年（令和02年）  | 68                  | 364                 | 432                 | [ JR 22 ]           |
| 2021年（令和03年）  | 65                  | 338                 | 403                 | [ JR 23 ]           |
| 2022年（令和04年）  | 84                  | 323                 | 408                 | [ JR 24 ]           |
| 2023年（令和05年）  | 94                  | 292                 | 386                 | [ JR 1 ]            |

### 北越急行
| 1日乗降人員推移 | 1日乗降人員推移 |
| 年度            | 1日平均人数     |
| --------------- | --------------- |
| 2011年          | 1,257           |
| 2012年          | 1,254           |
| 2013年          | 1,384           |
| 2014年          | 1,297           |
| 2015年          | 1,329           |
| 2016年          | 1,340           |
| 2017年          | 1,418           |
| 2018年          | 1,599           |

## 駅周辺

### 東口側
東口側は十日町市の中心街となっており、駅前の歩道には雁木型アーケードが設置されている。商店街の中心（本町）は国道沿いにあり、徒歩5分程で国道117号に達する。北側には道の駅クロス10十日町や越後妻有里山現代美術館MonETが、南側には新潟県立十日町高等学校がある。駅前すぐにはスーパーマーケットがある。

### 西口側

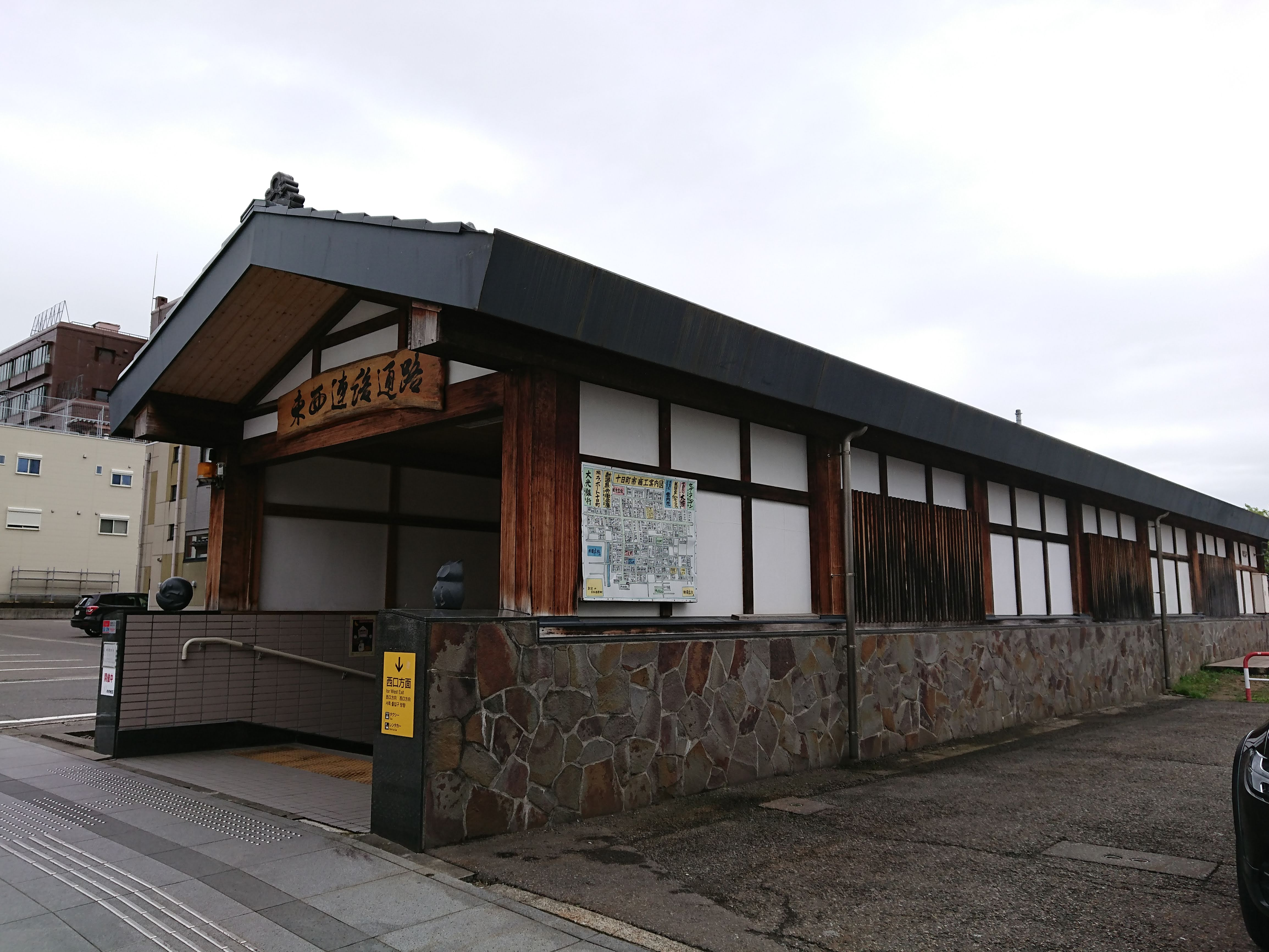
雁木をモチーフにした地下連絡通路入口

西口駅前には、地元出身の彫刻家・藤巻秀正による「大地の響」が駅前モニュメントとして建てられている。北側には西口公園が併設され、高架下には有料駐車場がある。
また、西口側は主として住宅地となっているほか、新潟県立十日町総合高等学校や新潟県立十日町病院がある。北側には十日町市博物館や十日町情報館がある。
戦前に信濃川対岸の千手町に鉄道省が水力発電所を建設する際、十日町駅から引き込み線が敷設され資材・人員運搬などに使われた。1954年（昭和29年）の発電所二期工事完成後は運行を休止したが線路自体は1970年代半ばまで残されていた。現在は西口を出て越後川口寄りの稲荷町踏切から西本町、下島を経て信濃川東岸までの間が遊歩道として整備されている。

## バス路線
越後交通、南越後観光バス、東頸バス、十日町市営バスのバス停がある。
| 運行事業者             | 行先                                                     | 出典               |
| 十日町駅前（東口）     | 十日町駅前（東口）                                       | 十日町駅前（東口） |
| ---------------------- | -------------------------------------------------------- | ------------------ |
| 越後交通               | 十日町車庫前方面／上沢・小千谷車庫方面                   | [ 21 ]             |
| 南越後観光バス         | 十日町車庫前方面／津南方面                               | [ 22 ]             |
| 東頸バス               | まつだい駅前・松之山温泉方面                             | [ 23 ]             |
| 十日町市営バス         | クロステン十日町前方面／吉田・絵本と木の実の美術館前方面 | [ 24 ]             |
| 十日町駅西口入口       |                                                          |                    |
| 越後交通               | 十日町車庫前方面／小千谷駅角・長岡駅前方面               | [ 25 ]             |
| 南越後観光バス         | 十日町車庫前方面／後山・浦佐駅東口・魚沼基幹病院方面     | [ 26 ]             |
| アイケー・アライアンス | T 十日町線（ときライナー）：六日町・新潟駅前方面         | [ 27 ]             |

## 隣の駅
東日本旅客鉄道（JR東日本）
■飯山線
- 臨時快速「おいこっと」「越乃Shu*Kura」発着駅

土市駅 - 十日町駅 - 魚沼中条駅
北越急行
■ほくほく線
しんざ駅 - 十日町駅 - （薬師峠信号場） - まつだい駅

### 記事本文